# Comté de Bee
Le comté de Bee, en anglais : Bee County, est un comté des États-Unis, situé au sud-est de l'État du Texas. Fondé le 8 décembre 1857, son siège de comté est la ville de Beeville. Selon le recensement des États-Unis de 2020, sa population est de 31 047 habitants. Le comté a une superficie de 2 280 km2, dont 2 279,8 km2 en surfaces terrestres. Il est baptisé en référence à Barnard E. Bee Sr. (en), un avocat et homme politique du Texas.

## Organisation du comté
Le comté est fondé le 8 décembre 1857, à partir des terres des comtés de Goliad, Karnes, Live Oak, Refugio et San Patricio. Il est définitivement organisé et autonome, le 25 janvier 1858. 
Le comté est baptisé en référence à Barnard E. Bee Sr. (en), un avocat et homme politique,. Il s'installe au Texas, en 1836, et rejoint l’ armée de la république du Texas.

## Géographie
Le comté de Bee se situe au sud-est de l'État du Texas, dans la plaine du Río Grande, aux États-Unis,. 
Il a une superficie totale de 2 280 km2, composée de 2 279,8 km2 de terres et de 4 km2 de zones aquatiques.

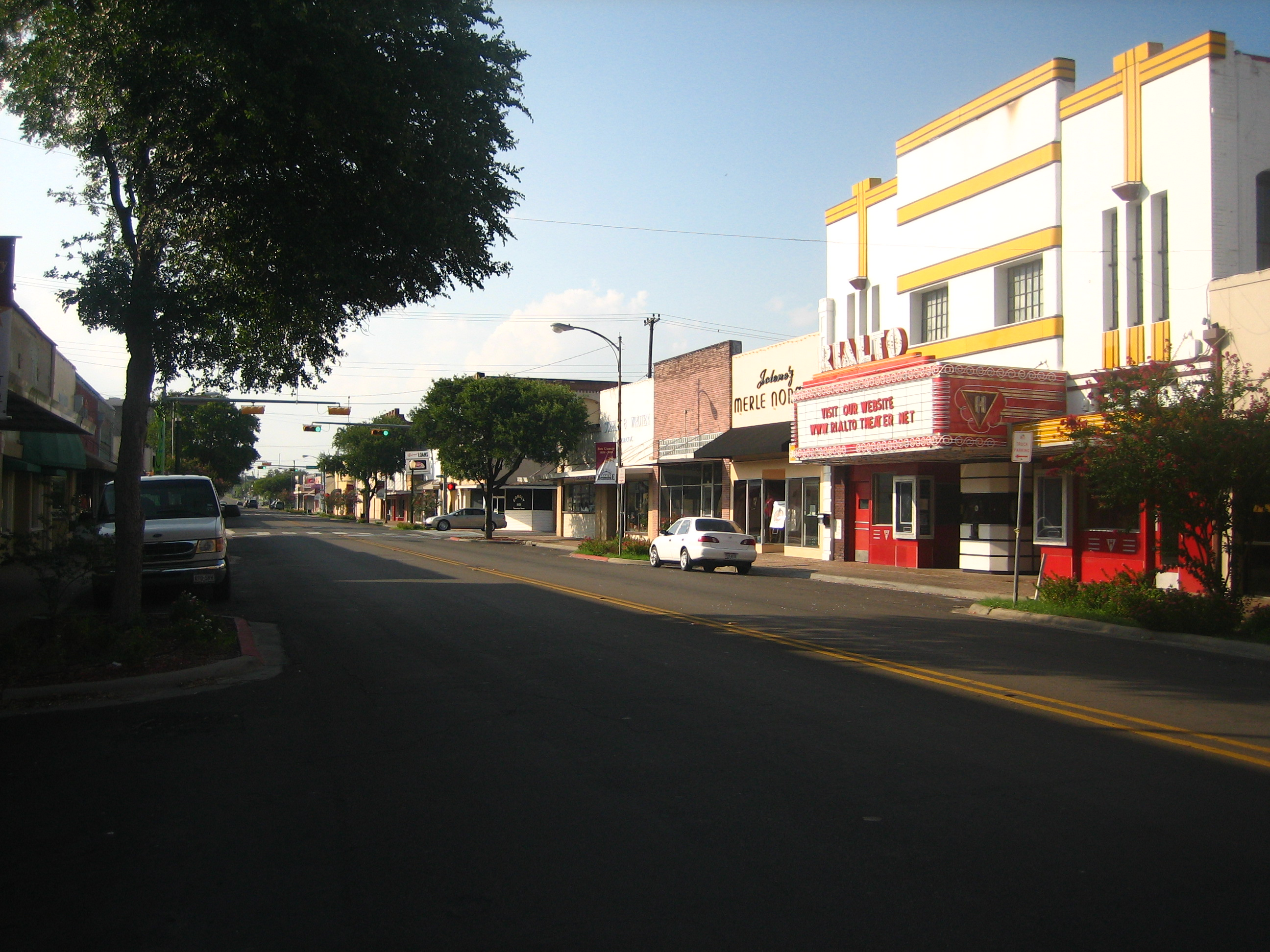
Centre-ville de Beeville.
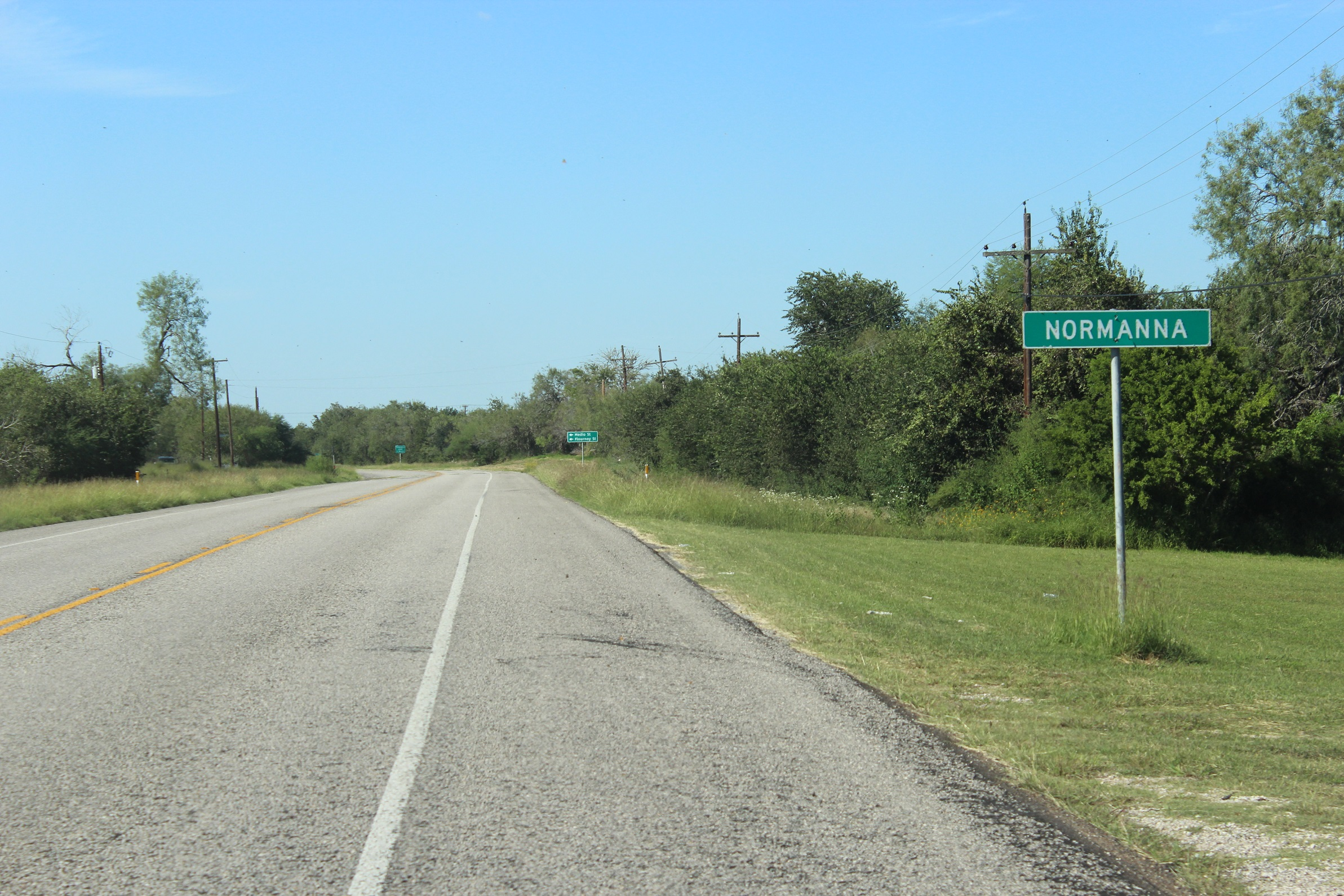
Normanna.

## Comtés adjacents
|                   | Comté de Karnes | Comté de Goliad       |
| Comté de Live Oak | comté de Bee    | Comté de Refugio      |
|                   |                 | Comté de San Patricio |

## Démographie
Lors du recensement de 2010, le comté comptait une population de 31 861 habitants. Elle est estimée, en 2017, à 32 563 habitants,.

Pyramide des âges du comté de Bee (2000).

| Groupes           | Comté de Bee | Texas | États-Unis |
| ----------------- | ------------ | ----- | ---------- |
| Blancs            | 78,8         | 70,4  | 72,4       |
| Autres            | 9,7          | 10,6  | 6,4        |
| Afro-Américains   | 8,1          | 11,9  | 12,6       |
| Métis             | 2,3          | 2,5   | 2,7        |
| Asiatiques        | 0,6          | 3,8   | 4,8        |
| Amérindiens       | 0,5          | 0,7   | 0,9        |
| Total             | 100          | 100   | 100        |
|                   |              |       |            |
| Latino-Américains | 56,2         | 37,6  | 16,7       |